# Lijst van personages uit Septimus Heap
Dit is een lijst van de Personages uit de kinderboekenserie Septimus Heap

## Goeden

### Septimus Heap
De hoofdpersoon in de Septimus Heap-reeks draagt dezelfde naam als de serie: Septimus Heap. Hij is geboren op midwinternacht, net als Jenna. De vroedvrouw die hielp met de bevalling werkte voor DomDaniël en had de opdracht te zeggen dat Septimus overleden was, zodat ze hem daarna naar haar meester kon brengen. Maar Septimus werd verwisseld met een andere jongen, Merrin Meredith, waardoor hij in het Jonge Leger was terechtgekomen als Jongen 412. (Dat spreek je uit als vier-één-twee.) Hij is 10 jaar bij het Jonge Leger geweest, maar is toen met Marcia en Jenna naar tante Zelda gegaan. Daar besefte hij dat hij aan de verkeerde kant stond. Ze hadden hem altijd geleerd zich niet met Magiek te bemoeien, maar hij beseft nu dat dat onzin is. Wanneer hij dat besloten had, begon hij te spreken. Dat mocht hij niet: een van de regels van Jonge Leger was dat als je gevangen werd genomen, je dan alleen je rang en nummer mocht zeggen. Vanaf het moment dat hij begint te praten, wil dan ook niets meer met dat Leger te maken hebben. Bovendien vindt het Leger dat hij is gedeserteerd. In het Jonge Leger had hij een vriend: Jongen 409. Die is ook gedeserteerd. Later is Septimus erachter gekomen dat hij eigenlijk Septimus Heap heet, en dat Nicko dus zijn broer en Silas en Sarah zijn ouders zijn. En hoewel Jenna eigenlijk zijn aangenomen tweelingzus is, is ze voor hem gewoon zijn tweelingzus. Septimus is de zevende zoon van een zevende zoon en daarom is hij zeer goed in Magiek. Hij is de Leerling-Buitengewone Tovenaar en moet daarom 7 jaar en 1 dag in de leer bij Marcia Overstrand. Hij kan communiceren met de Drakenboot door zelf iets te zeggen, en als de draak iets zegt, leest hij dat in haar ogen.
In het vierde boek zegt Septimus tegen Jenna dat hij misschien niet echt geschikt voor Magiek, maar hij wel een goed Genezer zou zijn. Hij ondergaat de Queeste, en ontmoet daarna Hotep-Ra.

### Jenna Heap
Jenna Heap is het aangenomen dochtertje van Silas en Sarah. Haar echte achternaam is niet bekend. Haar moeder (de vroegere Koningin) heet Ceris en haar vader Milo Banda. Net als Septimus ziet ook zij hem als haar gewone tweelingbroer, en niet als aangenomen tweelingbroer. Ze is op dezelfde midwinternacht als Septimus geboren. Jenna beoefend geen Magiek, hoewel ze wel Magieke krachten heeft: Ze kan in haar gedachten communiceren met de Drakenboot omdat ze de Prinses is, en Septimus geeft haar af en toe een amulet cadeau. Bovendien kan zij als enige in de Koninginnenkamer, waar een doorgang naar het huis van tante Zelda is. Jenna kan de deur zien, en ieder ander ziet een muur. Ook Septimus, omdat die niet de Prinses is. Jenna kan hem echter wel meenemen. Wanneer ze hem meeneemt, zien ze geen van beiden dat Ceris hen in de gaten houdt, en die vindt dat Septimus wel geschikt gezelschap is voor haar dochter. In Boek 2 wordt ze ontvoerd door Simon Heap. Jenna is het evenbeeld van Prinses Esmeralda, die 500 jaar vroeger leefde. Op het einde van Boek 3 heeft Alice Nettles haar het leven gered door in de baan van de zilveren kogel te springen. In Boek 4 gaat ze samen met Septimus en Beetle mee op zoek naar Nicko en Snorri. Het lijkt er dan op dat ze verliefd wordt op Beetle.

### Marcia Overstrand
De Buitengewone Tovenares heet Marcia Overstrand. Zij was de Leerling van Alther, en heeft eigenlijk Silas' plaats ingenomen. Toen Alther 11,5 jaar geleden werd neergeschoten, heeft ze Alther opgevolgd. Toen had ze haar eindexamen net gedaan. Marcia heeft ervoor gezorgd dat Jenna bij de Heaps werd opgenomen, en dat niemand te weten kwam wie ze eigenlijk was. Ze kan zeer streng zijn en geeft Septimus niet veel vrije dagen, die dat schijnbaar niet zo erg vindt. Marcia houdt eigenlijk niet van kinderen, maar wanneer ze Septimus als Leerling krijgt, geraakt ze toch bijzonder aan hem en Jenna gehecht. Marcia en Septimus hebben af en toe een meningsverschil als het om Geneesconst gaat. Marcia vindt dat dat pure tijdverspilling is, en wil dan ook niet dat haar Leerling daarover leest. Septimus vindt dat echter niet, en leest maar al te graag over. Wanneer hij terug uit de tijd is gekeerd, krijgt Marcia een soort van minderwaardigheidsgevoel als ze ziet dat Septimus eigenlijk meer kan dan zijzelf. Dan is ze hem toch dankbaar dat hij daar van Marcellus zoveel van geleerd heeft. In het vierde boek heeft ze zelfs een paar gesprekken met hem als ze Septimus wil gaan zoeken. Marcia is een paar keer het slachtoffer van een moordpoging geweest, maar telkens wist ze te ontkomen, soms met hulp van Septimus en Jenna.

### Alther Mella
De leermeester van Marcia is een geest genaamd Alther Mella. Jenna noemt weleens 'Oom Alther', hoewel hij geen familie van haar is. Hij is, buiten Jenna, Septimus en tante Zelda de enige die weet van de Koninginnenkamer. Op een keer had hij per ongeluk de jurk van Ceris, de Koningin, nog vast toen zij al door de deur stapte. Zo is daar terechtgekomen. Alther is 11,5 jaar geleden vermoord door de Sluipmoordenares die ook Ceris vermoord heeft. Vanaf toen heeft Marcia zijn taak overgenomen. In het vierde boek speelt hij maar een kleine rol aangezien hij bij Alice Nettles blijft, op haar Rustplaats. Hij speelt alleen even mee tijdens de Bijeenkomst. Als geest draagt Alther de paarse Buitengewone Tovenaars-mantel en zie je een vlek bloed op de plaat waar hij is neergeschoten. Alther houdt er niet van als hij Teruggestuurd wordt, wat gebeurt als hij als geest op een plaats komt waar hij als levende niet is geweest. Hij helpt de anderen soms wel een handje met te ontsnappen te waarschuwen.

### Nicko Heap
De broer die qua leeftijd het minst van Septimus verschilt, is Nicko Heap. Hij helpt mee DomDaniël te verslaan en Jenna terug te vinden. Waarschijnlijk heeft hij een oogje op Snorri Snorrelssen, met wie hij is achtergebleven, 500 jaar terug in de tijd. Daar zat hij vast tot het einde van Queeste.

### Silas en Sarah Heap
Silas en Sarah Heap zijn de ouders van de zeven Heap-zonen en de adoptie-ouders van Jenna, die hen beschouwt als haar gewone ouders. Silas kan sinds Boek 2 niet meer overweg met zijn zoon Simon, aangezien die Jenna ontvoerd heeft. Hij speelt graag Tegenvoeters met Gringe, de Poortwachter van de Noordpoort. Vroeger kon Silas niet goed met Gringe overweg, omdat Simon en Gringe' dochter Lucy in het geheim wilden trouwen. Sinds hij erachter is gekomen dat Gringe ook Tegenvoeters speelt, hebben ze echter een vriendschappelijke relatie opgebouwd. Sarah Heap speelt een wat minder belangrijke rol in de boeken. Ze speelt ook niet veel mee. In Boek 3 helpt ze in het Gasthuis diegenen die zijn aangetast door de Siecte de genezen.

### Zelda Heap
De Witte Heks is Tante Zelda. Eigenlijk is ze een oudtante van Septimus en zijn broers. Jenna ziet Zelda ook als haar tante. Zelda is een van de vier die van de Koninginnenkamer af weet. Echter niet van de Koninklijke Kleedkamer, waar alleen Jenna en Septimus van af weten. Als je bij Zelda op bezoek bent, weet je wat je eten krijgt: iets met kool. De enige die dat graag eet is Septimus, misschien wel omdat je bij het Jonge Leger niet veel lekker eten kreeg en dat kool het eerste fatsoenlijk maal was voor hem.

### Stanley
Stanley of Rat 101 is in Boek 1 een Boodschaprat, maar wordt daar uiteindelijk ontslagen. In Boek 2 werkt hij voor de Geheime-Rattendienst, en krijgt in Boek 4 van Jenna toestemming om de Boodschaprattendienst terug op te zetten. Hij wil liever niet met de Heaps in contact komen, omdat daar volgens hem altijd narigheid van komt, iets waar Stanley wel gelijk in heeft. Helaas kruisen er altijd wel een paar van die Heap-familie zijn pad. Hij kan absoluut niet goed overweg met zijn vrouw Dawnie, en dat komt vooral doordat Dawnies moeder zegt dat Stanley geen partij voor haar is.

### Snorri Snorrelssen
De jongste Handelaarster uit het Hoge Noorden heet Snorri Snorrelssen. Ze begint mee te spelen vanaf Boek 3. Ze is in de Burcht op zoek naar haar overleden vader, die in de herberg Het Gat In De Muur zit, maar kan hem echter niet vinden. Zij belandt samen met Nicko in de Burcht van 500 jaar geleden, en is daar nog steeds met hem. Snorri is een Ziener, wat betekent dat ze alle geesten kan zien, of die dat willen of niet. Zelf vindt ze dat helemaal niet prettig. Ze geraakt samen met Nicko uit het Huis Foryx op het einde van het vierde boek.
- Alice Nettles is de Hoofddouanier in de Haven. Ze is zeer streng, maar heeft ook een hart van goud. Ze is de oude liefde van Alther, die nog steeds verliefd op haar is (en zij op hem). Wanneer Gruwalda de zilveren kogel afschiet, springt Alice voor Jenna zodat de kogel haar raakt, niet Jenna. Haar eigenlijke naam was niet Alice: haar initialen waren J.P.
- In het Manuscriptorium werkt Beetle. Hij is een vriend van Septimus en kan goed overweg met Jenna. Hij werkt in het Manuscriptorium als Manusje-van-alles, klerk en moet de IJstunnels onder de Burcht onderhouden. In het vierde boek gaat hij samen met Septimus en Jenna op zoek naar Snorri en Nicko, en lijkt hij verliefd op Jenna. Hij raakt ook zijn baan kwijt.
- Jenna's vader is een piraat draagt de naam Milo Banda. Hij speelt mee in Boek 2, wanneer hij vertelt dat hij haar vader is, en later terug op zee is gegaan om te gaan roven, maar in handen was gevallen van andere piraten. Hij is later van dat schip kunnen ontsnappen en terug naar Jenna gekomen.
- Jenna's moeder is de Koningin en van haar is alleen de voornaam bekend: Cerys. Ze speelt even mee in Boek 2 en 3, wanneer ze in de Koninginnenkamer naar Jenna en Septimus kijkt en besluit dat Septimus goed gezelschap voor haar dochter is. Later zit ze ook even naar Milo te kijken. In Boek 3 zit ze ook in de Koninginnenkamer. Ze wil niet Verschijnen aan Jenna en zegt aan Alther dat Jenna moet leren om op haar eigen Koningin te worden, en ook dat het voor haar dochter waarschijnlijk nog te pijnlijk is om haar te zien.
- Hoewel ze niet veel meespeelt, is Lucy Gringe toch wel een personage om even bij stil te blijven staan. Ze is namelijk het liefje van Simon Heap, hoewel ze ook niet echt aan zijn kant staat: ze is gewoon verliefd en wil met hem trouwen. Haar vader, Mr Gringe, vindt dat een echt schandaal en sluit haar dan ook meteen op in haar kamer als hij denkt dat ze ervandoor wil. Lucy gaat in het derde boek op zoek naar Simon omdat hij schreef dat hij haar zou komen halen, maar dat niet deed. Later komt ze nog even terug als ze Simon niet heeft gevonden en ze niet verder wil zoeken. In het vierde zijn zij en Simon bij elkaar, en spelen voornamelijk alleen een bijrol.
- De vader van Lucy en vriend van Silas heet Gringe. Hij is de Poortwachter van de Noordpoort in de Burcht, en ontvangt daar tol voor iedereen die Poort door wil. Hij speelt met Silas Tegenvoeters, hoewel hij de man eerst niet kon uitstaan. Tot hij erachter kwam ook Silas niets met Simon op had en het absoluut niet eens was met het huwelijk tussen Lucy en Simon. Hij is net als Stanley van mening dat je met die Heaps niets anders dan last hebt.
- Marcellus Pye is de zoon van Gruwalda en de Laatste Alchemist. Hij leeft in alle tijden in de Burcht, zolang je maar tot 500 jaar terug in de tijd gaat. Hij wil een Levenselixer maken en heeft daarbij hulp nodig van de zevende zoon van een zevende zoon: Septimus. Hij geeft Septimus en zijn vrienden toestemming om door de Grote Deuren des Tijds te gaan en een eind aan de Siecte te maken, maar laat Septimus beloven dat hij voor hem een Levenselixer moet maken. Dan krijgt Septimus de Vlughtamulet terug. Op het einde van Boek 3 gaat Septimus ook het Elixer maken voor Marcellus. In Boek 4 blijkt dat dat gelukt is, want hij ziet er dan terug jong uit. Uiteindelijk drinkt hij thee met Marcia. Zijn zus is Prinses Esmeralda, die als twee druppels water op Jenna lijkt. Iedereen denkt dat ze verdronken is (vermoord door haar moeder), maar in werkelijkheid woont ze bij de vrouw van Marcellus.
- Half mens, half rat - dat is Ephaniah Grebe. Ephaniah verschijnt voor het eerst in Boek 4. Hij is betoverd geweest in een rat, maar daarna is die spreuk ongedaan gemaakt door Morwenna. Helaas is dit niet helemaal volledig gebeurd. Hij werkt in het Manuscriptorium als restaurateur van geschriften en dergelijke. Hij wordt In Bezit Genomen door een Ding. Hij heeft overal haar en kan niet praten - hij heeft overal bordjes voor en schrijft alles op. Hij volgt de drie jonge vrienden op de Queeste, bevriest en wordt uiteindelijk gered door Septimus en Marcia.
- Hotep-Ra: eerste Buitengewone Tovenaar en diens leerlinge: Talmar Ray Bell verblijven in het Huis Foryx. Talmar is eerste heel onvriendelijk tegen Septimus maar accepteert hem dan wel als bezoeker. Septimus hoort van Hotep-Ra de werkelijke reden waarom die de Queeste heeft gemaakt.

### Sally Mullin
Sally Mullin komt voor het eerst voor in het eerste boek, Magiek, waar ze wordt omschreven als een klein vrouwtje met rood piekhaar. Ze heeft een Café bij de haven. In de boeken wordt ook vertelt dat ze elke week nieuws brengt aan Sarah Heap, de moeder van Septimus.
Sally Mullin had verteld aan Sarah, dat Jenna Heap de pasgeboren baby was van de koningin, die werd vermoord op de dag dat Silas Heap Jenna in de sneeuw vond. Sarah en Silas hadden dus 'letterlijk' een prinsesje in huis.

## Slechten
- Duystere Tovenaar DomDaniël is de ex-ex-Buitengewone Tovenaar: hij was de leermeester van Alther. Iedereen dacht dat hij dood was, maar dat is niet zo. Hij heeft geprobeerd Marcia en Jenna te laten vermoorden door de Jager, maar is later zelf vermoord. In Boek 2 probeert hij nog door een Plaatsing terug tot leven te komen, maar dat mislukt. In Boek 4 wordt hij uiteindelijk voorgoed om zeep geholpen door Brandneus, die zijn botten opeet.
- De Jager werkt voor DomDaniël en is door en door slecht. Hij bezit het zilveren pistool en de kogel voor Jenna, die uiteindelijk Alice het hoekje om helpt. Uiteindelijk wordt door Septimus zijn verleden door elkaar gegooid en werkt hij vanaf nu in een circus.
- Merrin Meredith is de jongen die 11,5 jaar geleden met Septimus is verwisseld. DomDaniël dacht dat hij de zevende zoon van een zevende zoon was, wat overigens niet zo is. Tante Zelda neemt hem later onder haar hoede, maar Simon neemt daarna Merrin mee naar het Barre Land. Later keert Merrin terug naar de Burcht om samen met Tertius Fume zijn oude naamgenoot - Septimus - op Queeste te sturen. Sindsdien werkt hij bij het Manuscriptorium.
- Het is niet helemaal duidelijk waarom Simon Heap juist is gaan werken voor DomDaniël. Wat wel duidelijk is, is dat hij wrok koestert tegen Septimus. Die heeft volgens Simon zijn Leerlingschap bij Marcia afgenomen - recht voor zijn neus. Hij was nochtans niet haar Leerling. Toen Septimus anderhalf Leerling was, heeft Simon Jenna ontvoerd en dat was in opdracht van zijn meester, DomDaniël, die wel dood was, maar toch nog tot leven gewekt kon worden - dat laat men zien op het einde van Boek 2. Aangezien Simon voor DomDaniël werkt, is ook Septimus' oudste broer nu iemand die voor de Andere of Duystere Zijde werkt. Silas wil, net als Septimus en Jenna, niets meer met Simon te maken hebben. Net als Gringe is ook hij beledigd dat Simon met Lucy wilde trouwen (eigenlijk ging daar niemand mee akkoord). Sindsdien is hij zowat verstoten uit de Heap-familie. Hij speelt niet meer mee in Boek 3, en een minder belangrijke rol in Boek 4.
- In Boek 3 is de tegenstander Koningin Gruwalda. Ze is een slecht mens en de over(16x)-grootmoeder van Jenna, die daar absoluut niet gelukkig mee is. Ze heeft geprobeerd haar eigen dochter - Prinses Esmeralda - te vermoorden. Zij zag ook niet het verschil toen Jenna verscheen in plaats van Esmeralda - ze dacht dat haar dochter terug was gekomen. Jenna vindt het afschuwelijk dat ze zo'n voorouder heeft, en Septimus geeft haar daar gelijk in. Gruwalda wil eeuwig blijven heersen over de Burcht, wat haar echter niet lukt. Ze wordt uiteindelijk - samen met haar ai-ai - vernietigd wanneer haar portret wordt verbrand.
- Samen met Merrin is er een tweede tegenstander in Boek 4: Tertius Fume - opvolger van Hotep-Ra voor 7 dagen. Hij heeft de Queeste Verduysterd tot wat ze nu is. Het spreekt voor zich dat hij een van de Ouden is (een geest ouder dan 500 jaar). Hij heeft geen respect voor vrouwen, doet altijd irritant en spreekt alsof alles van hem is. Hij zorgt ervoor dat Septimus de Queestesteen in handen krijgt.

## Dieren
- Brandneus is de draak van Septimus. Die wist eigenlijk niet dat hij een drakenei in bezit had. Hij had het ei van Jenna gekregen, allebei in de veronderstelling dat het een gewone steen was. In Boek 2 komt Brandneus uit het ei, en vliegen Septimus en Jenna met hem. Septimus is Brandneus' Inprenter en Jenna de draak z'n Navigator. In Boek 3 spreekt Jenna een Vuer en een Zoek! over hem uit, zodat hij vuur kan spuwen en Septimus zoeken. Septimus moet later die Zoek! terug ongedaan maken. Brandneus eet, poept en vliegt.
- De Drakenboot is de boot van Hotep-Ra, de eerste Buitengewone Tovenaar. Ze is half draak, half boot. Iedere midzomerdag gaat de Koningin of Prinses naar de Drakenboot bij Draggeneiland om haar te laten weten dat ze haar niet vergeten is. Buiten Hotep-Ra is er in die 500 jaar maar één iemand die de Drakenboot kan besturen: Septimus. Zowel Jenna als Septimus kunnen met de draak communiceren: Jenna met haar gedachten en woorden, Septimus kan de gedachten van de draak in haar ogen lezen en tegen haar praten.
- De Groezel is een soort huisdier van tante Zelda. Hij wordt het liefst de hele dag en nacht met rust gelaten zodat hij kan slapen, wat hem echter niet vaak gegund wordt. Hij houdt niet van wolfshonden, aangezien die zijn voorouders bijna volledig uitgeroeid hebben. Sindsdien is de Moerremgroezel een zeldzaam dier.
- Maxie de wolfshond - zijn volledige naam is eigenlijk Maximilliaan - is de wolfshond van Silas. Hij heeft nog de instincten van zijn voorouders, die hem zeggen dat hij de Groezel moet doden. De Groezel probeert daarom altijd zo ver mogelijk weg te blijven van Maxie. Maxie is een vriendelijke hond, maar hij kwijlt voortdurend. Als je bij hem staat, zit er later altijd wel wat Maxie-kwijl op je schoenen. Ook Marcia, die een nog grotere hekel heeft aan de hond dan de anderen, moet daaraan geloven in Boek 1. Eigenlijk is alleen Silas blij met het dier.

Magiek (2005) · Vlught (2006) · Elixer (2007) · Queeste (2008) · Sirene (2009) · Duyster (2011) · Vuer (2013)

Lijst van personages